# كالمان بالوف
كالمان بالوف (بالمجرية: Balogh Kálmán)‏ هو موسيقي مجري، ولد في 18 يناير 1959 في ميشكولتس في المجر.

## وصلات خارجية
- كالمان بالوف على موقع IMDb (الإنجليزية)
- كالمان بالوف على موقع ميوزك برينز (الإنجليزية)
- كالمان بالوف على موقع أول ميوزيك (الإنجليزية)
- كالمان بالوف على موقع ديسكوغز (الإنجليزية)